# Márcia Maia
Márcia Faria Maia (Natal, 14 de fevereiro de 1965) é uma política brasileira, filiada ao Partido Democrático Trabalhista (PDT). Foi deputada estadual por cinco mandatos entre 1999 e 2019.
É filha de Lavoisier Maia e Wilma de Faria, ex-governadores do Rio Grande do Norte.
Márcia é formada em ciências sociais pela Universidade Federal do Rio Grande do Norte. Ao longo de sua vida pública, ocupou diversos cargos no executivo estadual e municipal, com destaque para o tempo em que ficou à frente da Secretaria Estadual do Trabalho, Habitação e Assistência Social (Sethas), entre os anos de 2003 e 2005.
Em 2016, foi candidata a prefeita da cidade de Natal pelo PSDB, porém ficou apenas em 5º lugar com 19.696 votos (5,53%), sendo vencida pelo então prefeito Carlos Eduardo (PDT), os deputados estaduais Kelps Lima (SD) e Fernando Mineiro (PT) e ainda por Robério Paulino (PSOL).
Em 2018, Márcia foi novamente candidata a deputada estadual nas eleições estaduais do Rio Grande do Norte em 2018. Porém não obteve êxito, ficou em 33º lugar com 1.3% (21.925 votos). Em 2019 assumiu a presidência da Agência de Fomento do Rio Grande do Norte (AGN), afastou-se para concorrer a deputada federal nas eleições estaduais do Rio Grande do Norte em 2022, sem sucesso, retomou o cargo em 2023.